# Éberhárd
Éberhárd (szlovákul Malinovo, korábban Eberhart, németül Eberhardt) község Szlovákiában, a Pozsonyi kerület Szenci járásában.

## Neve
Az Éberhárd szó latin–német eredetű, jelentése kemény vagy szilárd, feltehetően a vár bevehetetlenségét jelképezte.
1946. február 8-án a közigazgatási biztos kezdeményezésére Malinovszkij marsall tiszteletére Malinovóra nevezték át.

## Fekvése
Pozsonytól 15 km-re keletre, a Kis-Duna jobb partján fekszik.

## Története
Oklevél 1209-ben Ybrehart néven említi először. Várát a Szentgyörgyi család emelte a 14. század második felében. A középkorban a Csallóköz egyetlen vára volt tornyokkal és vizesárokkal védve. A 16. században az Illésházy család birtoka volt. A 17. század végén Szelepcsényi esztergomi érsek kastéllyá alakíttatta át, várkápolnáját is ő építtette 1697-ben. A 19. század elején az Apponyi család lett a falu földesura, ők fejezték be a kastély építését is.
1914 szeptemberében 100 orosz hadifogoly segédkezett az Apponyi-uradalom mezőgazdasági munkáinál. A trianoni békeszerződésig Pozsony vármegye Somorjai járásához tartozott.
Vályi András szerint "ÉBERHÁRD. Elegyes magyar falu Poson Vármegyében, földes Ura Gróf Balassa, G. Aponyi, és G. Illésházy Uraságok, lakosai katolikusok, fekszik Féllhez közel, Posontól más fél órányira, hajdani Vára igen régi, ’s a’ mint némellyek állíttyák a’ Veresbarátoknak, az után pedig Szeleptsényi Érseknek birtokában vala; határja jó termékenységű, fája, réttye, legelője, vagyonnyainak eladására is jó alkalmatossága lévén, második Osztálybéli."
Fényes Elek szerint "Eberhard, Pozson m. magyar falu, a Kis Duna mellett, Csötörtökhöz 1, ut. p. Pozsonhoz 2 mfd. távolságra: 479 kath., 4 evang., 7 zsidó lak., több urasági épületekkel. Régi vára hajdan a hatalmas Bazini, és Szentgyörgyi grófokat uralta, későbben Szelepcsényi esztergomi érsek birtokába jött, a midőn számos szerencsétlen protestans papoknak fogságul szolgált. Szántóföldje termékeny. Erdeje igen szép; gyümölcse, rétje elég; nagy juhtenyésztés. Feje egy uradalomnak, mellyhez több helységek tartoznak. F. u. gr. Aponyi György, b. Balassa, b. Jeszenák, gr. Szerényi, s némelly kisebb birtokos urak."

## Népessége
| Év:            | 1994. | 2004.    | 2014.    | 2024.    |
| -------------- | ----- | -------- | -------- | -------- |
| Emberek száma: | 1257  | 1401     | 2520     | 4146     |
| Eltérés:       |       | +11,45 % | +79,87 % | +64,52 % |

| Év:            | 2023. | 2024.   |
| -------------- | ----- | ------- |
| Emberek száma: | 4133  | 4146    |
| Eltérés:       |       | +0,31 % |

Egykor németek lakta település, ma vegyes szlovák–magyar lakossággal:
1880-ban 650 lakosából 494 magyar, 65 szlovák, 51 német anyanyelvű és 2 külföldi volt.
1890-ben 676 lakosából 616 magyar, 36 szlovák, 22 német és 2 egyéb anyanyelvű volt.
1900-ban 726 lakosából 674 magyar, 26 szlovák, 23 német és 3 egyéb anyanyelvű volt.
1910-ben 828 lakosából 782 magyar, 26 német, 17 szlovák és 3 egyéb anyanyelvű volt.
1921-ben 891 lakosából 866 magyar és 14 szlovák nemzetiségű volt.
1930-ban 1217 lakosából 696 magyar és 487 szlovák nemzetiségű volt.
1941-ben 887 lakosából 881 magyar és 2 szlovák nemzetiségű volt.
1991-ben 1289 lakosából 765 magyar és 514 szlovák volt.
2001-ben 1349 lakosából 682 magyar és 639 szlovák volt.
2011-ben 1861 lakosából 1158 fő szlovák és 625 magyar volt.
2021-ben 3887 lakosából 2967 szlovák, 579 (+61) magyar, 9 ruszin, 1 cigány, 81 egyéb és 250 ismeretlen nemzetiségű volt.

## Neves személyek
- A kastélyban nevelkedett gr. nagyapponyi Apponyi Albert neves politikus, közoktatásügyi miniszter, a trianoni magyar békeküldöttség vezetője. Itt a kápolnában helyezték örök nyugalomra.
- Itt hunyt el 1899. február 28-án gróf nagyapponyi Apponyi György országbíró, kancellár, a főrendiház és a Magyar Tudományos Akadémia tagja, a Konzervatív Párt vezéralakja.
- Itt született Apponyi György (1898–1970) politikus.
- Itt született 1944-ben Lelkes Júlia szlovákiai magyar színésznő, dramaturg, rendező.
- Itt tanult Štefan Bučko (1957) szlovák színész, a pozsonyi Szlovák Nemzeti Színház tagja.

## Nevezetességei
- Kastélya mai formáját a 19. század első felében nyerte el, ma iskola.
- A neogótikus Szent György-temetőkápolnát gr. Apponyi György építtette 1872-ben. A templom keleti részén egy reneszánsz kápolna áll, amely a 17. század második felében készült. A templomban és a templom körül az Apponyiak síremlékei találhatók.